# Sunway
Sunway o ShenWei (chino: 神威) es una serie de procesador para supercomputadoras que fueron desarrollados por parte del Laboratorio de Computación Jiāngnán (江南计算技术研究所) en la ciudad china de Wuxi.
El mismo usa una arquitectura del tipo RISC, es decir, incluyendo un reducido repertorio o juego de instrucciones de cómputo, pero los detalles acerca de la misma son aún bastante poco conocidos.

## Historia
La serie de microprocesadores Sunway fue principalmente desarrollada para ser usada por parte del autodenominado Ejército Popular de Liberación (EPL) de la República Popular China.
Algunas personas han llegado a expresar en foros en línea que la microarquitectura original estaría inspirada en el DEC Alpha.
Algunos han llegado a pensar que el SW-3 estaría especialmente basado en el microprocesador estadounidense Alpha 21164.
Jack Dongarra ha llegado a afirmar con respecto al siguiente SW26010, que el conjunto de instrucciones del Shenwei-64 (el cual no está relacionado al de las CPUs DEC Alpha y tampoco dice que se trata de un nuevo instruction set diferente de las tres generaciones anteriores que el mismo menciona, aunque los detalles precisos acerca de su respectivo repertorio de instrucciones aún siguen siendo desconocidos.

### SunwaySW-1
- Diseño de primera generación (2006)
- Un solo núcleo (single-core)
- Velocidad de 900 MHz.

### SunwaySW-2
- Segunda generación (2008).
- Consumo de entre 70 y 100 vatios.
- De dos núcleos (Dual-core) dentro del mismo encapsulado de silicio.
- Tecnología de proceso de 130 nanómetros.
- Velocidad de 1 400 MHz.

### Sunway SW-3, SW1600
- Tercera generación (2010).
- 140,8 gigaflops a 1,1 GHz.
- Ancho de banda de memoria pico de 68 GB/s.
- Bus de datos de 128 bits de ancho.
- Bus de direcciones físico de 40 bits y bus virtual de 43 bits, los cuales permiten direccionar una cantidad máxima de RAM de 1 TB y de 8 TB respectivamente.
- Caché L1: de 8 kilobytes para datos (DC) y de otros 8 KB para instrucciones (IC).[6]
- Caché L2: 96 KB[6]
- Diseño superescalar.
- Dos unidades de ejecución de números enteros y otras dos para valores de coma flotante (floating point).
- Máxima capacidad de memoria: 16 GB.
- Memoria: SDRAM SDRAM DDR3 de cuatro canales con un bus de 128 bits de ancho.
- Pipeline de siete etapas para el procesamiento de números enteros y de diez etapas para el proceso de valores de punto flotante.
- Tecnología de proceso de 65 nanómetros.
- Unidad central de proceso (CPU) de 16 núcleos y microarquitectura RISC de 64 bits.[6]
- Velocidad de entre 975 MHz y 1 200 GHz.[6]

### SunwaySW26010
- Cuarta generación (2016).
- Arquitectura multinúcleo y de múltiples módulos (multichip module, MCM), incluyendo cuatro grupos de CPUs, cada uno de los cuales incluye o comprende 64 microprocesadores menores con una CPU adicional que está destinada a la gestión o administración de los mismos, enlazados por medio del denominado sistema network-on-a-chip.[7]
- Procesador RISC de 64 bits.